# HM-7

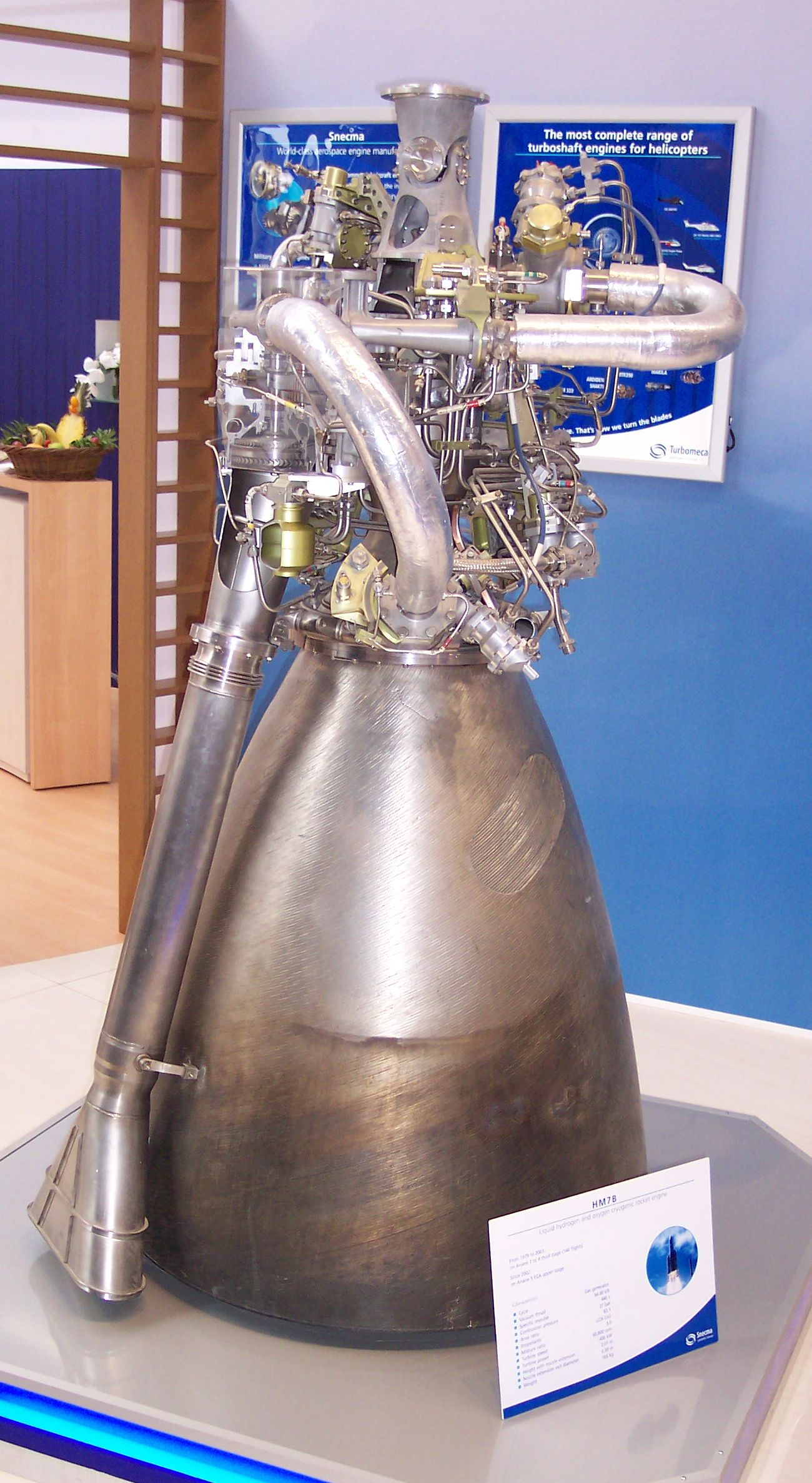
HM-7B Triebwerk

Das HM-7-Raketentriebwerk wurde für die hochenergetische Wasserstoff/Sauerstoff-Drittstufe der Ariane 1 entwickelt und hatte 60 kN Schubkraft. Es war, wie auch das aktuelle HM-7B, nicht wiederzündbar.
Der Erstflug fand am 24. Dezember 1979 statt. Bei weiteren Testflügen konnte die schon bei diesem Flug gemachte Erfahrung bestätigt werden, dass das Triebwerk einen höheren spezifischen Impuls aufwies als berechnet, wodurch die Nutzlastkapazität der Ariane 1 über den Planungen lag.

## HM-7B
Das HM-7 wurde für den Einsatz in den Nachfolgemodellen Ariane 2, Ariane 3 und Ariane 4 zum schubgesteigerten HM-7B mit 64,8 kN Schubkraft weiterentwickelt. Sein Erstflug war am 4. August 1984 mit einer Ariane 3.
Während der langen Produktionszeit der Ariane 4 wurde das HM-7B-Triebwerk weiter entwickelt, wobei der Schub gesteigert und das Mischungsverhältnis von 5:1 auf 6:1 umgestellt wurde, um der dritten Stufe den Transport von mehr Treibstoff zu ermöglichen. Der Name des Triebwerks wurde jedoch nicht mehr geändert. Wegen der vergleichsweise anspruchsvollen H2/O2-Technik war das HM-7B-Triebwerk das unzuverlässigste Triebwerk der Ariane-1-4-Raketen. Erst nach dem 5. Versagen eines Triebwerks der HM-7/HM-7B-Reihe konnten die Fehler während einer mehrmonatigen Startpause korrigiert werden. Seitdem fliegen die HM-7B-Triebwerke fehlerlos.
Aufgrund der jetzt hohen Zuverlässigkeit dieses Triebwerks und der schnellen Verfügbarkeit wurde beschlossen, es im Leistungssteigerungsprogramm der Ariane 5 für die Ariane 5 ECA zu übernehmen, wozu es wiederum leicht im Schub auf 70 kN und im spezifischen Impuls gesteigert wurde. Außerdem wurde es an die nun max. 970 s lange Brennzeit angepasst (Ariane 4 nur max. 780 s).
Die Ariane 5 ECA wurde jedoch ursprünglich nur als eine kurzzeitige Zwischenlösung geplant, bis die noch stärkere Ariane 5 ECB mit dem neuen Vinci-Triebwerk einsatzbereit ist. Die Ariane 5 ECB wurde, mangels noch schwererer Satelliten, jedoch zunächst auf unbestimmte Zeit verschoben. Nach der Wiederaufnahme der Planungen sollte die nun Ariane 5 ME (Midlife Evolution) genannte auch ansonsten modernisierte Ariane-5-Version 2016/2017 zum Erstflug abheben. Jedoch wurde sie beim ESA Ministerratstreffen zugunsten der Ariane 6 gestrichen. Das HM-7B wurde somit mit dem letzten Einsatz einer Ariane 5 im Juli 2023 außer Dienst gestellt.